# Rational Software Architect
IBM Rational Software Architect, (RSA) — разработанная компанией Rational Software (подразделение корпорации IBM), среда разработки и моделирования, использующая Unified Modeling Language (UML) для проектирования архитектуры приложений на C++ и Java 2 Enterprise Edition (J2EE), а также веб-сервисов. RSA основана на открытой среде разработки Eclipse, и включает в себя возможности архитектурного анализа кода, MDD (model-driven development), и UML для создания устойчивых приложений и веб-служб.

## Обзор
Rational Software Architect версии 7.5 включает в себя следующие возможности:
1. Поддержка Unified Modeling Language версии 2.1
2. Поддержка преобразований типа модель-код и код-модель
  1. Возможность прямых преобразований:
    1. UML в Java
    2. UML в C#
    3. UML в C++
    4. UML в EJB
    5. UML в WSDL
    6. UML в XSD
    7. UML в CORBA IDL
    8. UML в SQL на основе логической модели данных, поддерживаемой программным обеспечением IBM Rational(сейчас называется Rational Software).

  2. Возможность обратных преобразований:
    1. Java в UML
    2. C++ в UML
    3. .NET в UML
3. Включает в себя все возможности IBM Rational Application Developer
4. Позволяет управлять моделями для параллельной разработки и архитектурного рефакторинга, например, разделять, объединять, сравнивать, производить слияние моделей и частей модели.
5. Предоставление визуальных инструментальных средств для ускорения разработки программного обеспечения и дизайна.